# Všeobecné volby v Gabonu v roce 1973

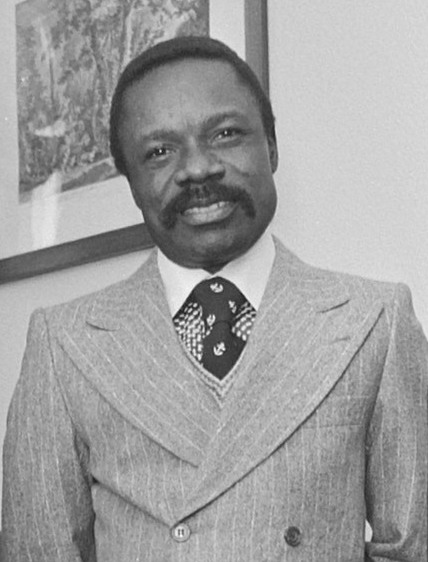
Vítěz prezidentských voleb Omar Bongo, 1973

Všeobecné volby v Gabonu proběhly 25. února 1973. Během voleb byl volen prezident a Národní shromáždění. Gabon v té době byl státem jedné strany, kdy jedinou legální stranou v zemi byla Gabonská demokratická strana. Lídrem strany byl úřadující prezident Omar Bongo, který byl také jediným kandidátem v prezidentských volbách. Na kandidátce Gabonské demokratické strany do Národního shromáždění bylo 70 jmen, která tak odpovídala voleným sedmdesáti křeslům v parlamentu. Oficiální volební účast byla 97,8 %.

## Volební výsledky

### Prezidentské volby
| Kandidát                            | Politická strana                    | První kolo | První kolo |
| Kandidát                            | Politická strana                    | Hlasy      | %          |
| ----------------------------------- | ----------------------------------- | ---------- | ---------- |
| Omar Bongo                          | Gabonská demokratická strana        | 515 841    | 100 %      |
| Celkem                              | Celkem                              | 515 841    | 100 %      |
|                                     |                                     |            |            |
| Platných hlasů                      | Platných hlasů                      | 515 841    | 99,60 %    |
| Neplatných hlasů                    | Neplatných hlasů                    | 2 091      | 0,40 %     |
| Celkem hlasů                        | Celkem hlasů                        | 517 932    | 100 %      |
| Registrovaných voličů/volební účast | Registrovaných voličů/volební účast | 529 828    | 97,75 %    |

### Volby do Národního shromáždění
| Politická strana                    | Hlasy   | %       | Mandáty |
| ----------------------------------- | ------- | ------- | ------- |
| Gabonská demokratická strana        | 515 841 | 100 %   | 70      |
| Celkem                              | 515 841 | 100 %   | 70      |
|                                     |         |         |         |
| Platné hlasy                        | 515 841 | 99,60 % |         |
| Neplatné hlasy                      | 2 091   | 0,40 %  |         |
| Celkem hlasů                        | 517 932 | 100 %   |         |
| Registrovaných voličů/volební účast | 529 828 | 97,75 % |         |